# CIMAC
CIMAC ist ein eingetragener Verein, der als Dachverband CIMAC ein Forum für den technischen Austausch mit allen Beteiligten bietet, die sich für Kolbenmotoren, Gasturbinensysteme, Antriebe außerhalb des Wellenstrangs, Automatisierung und Steuerung, Systemintegration und Digitalisierungslösungen interessieren. Darüber hinaus fördere die CIMAC die Entwicklung von Schiffsantrieben, Zugantrieben und Stromerzeugung sowie deren Anwendungen. Der Name CIMAC stammt vom Akronym Conseil International des Machines à Combustion (englisch International Council on Combustion Engines e. V.). CIMAC wurde 1950 in Paris gegründet und verlegte das Sekretariat 1996 von London nach Frankfurt. In CIMAC sind circa 500 Mitglieder – nationale Verbände und Großunternehmen – aus 27 Ländern in Amerika, Asien und Europa organisiert, teilweise direkt, teilweise mittelbar über nationale Verbände. Zu den Mitgliedern gehören neben Herstellern und Zulieferern auch die Verwender von Großmotoren (unter anderem Reeder, Kraftwerksbetreiber, Eisenbahnbetreiber), Kraft- und Schmierstoffhersteller sowie Universitäten und Entwicklungsdienstleister. Im Juli 2024 wurde CIMAC offiziell der Beraterstatus bei der Internationalen Seeschifffahrtsorganisation (IMO) verliehen.

## Geschichte
CIMAC wurde 1950 gegründet. Das Akronym CIMAC leitet sich in Anpassung an den Gründungsort Paris aus dem französischen Congrès International des Moteurs A Combustion Interne ab. In den Jahren nach Ende des Zweiten Weltkriegs standen Wiederaufbau und Wachstum ganz oben auf der Agenda vieler Staaten. Entsprechend groß war der Energiebedarf. Der Verbrennungsmotor wurde als eine zentrale Komponente zur Bereitstellung der nötigen Energie angesehen. Technische Weiterentwicklungen waren nötig, aber es fehlte am Wissen, wer woran gerade arbeitete. CIMAC wurde daher als Forum für größere Transparenz und mehr gegenseitigen Austausch in der Branche gegründet.
In der Folgezeit hat sich CIMAC von einer Gruppierung von Großmotorenherstellern und ihren Zulieferern kontinuierlich zu einer Plattform erweitert, auf der auch die Kundenindustrien vertreten sind. Während in der Anfangszeit Effizienzthemen dominierten, steht seit einigen Jahren die Verringerung von Emissionen im Vordergrund. CIMAC hat 2024 seinen Namen leicht geändert. Die Wortmarke CIMAC wurde beibehalten, aber die nachfolgende Erklärung „International Council on Combustion Engines“ entfällt. Der Grund dafür ist, dass Verbrennungsmotoren zwar immer noch das Kernelement sind, sich aber in der jüngeren Vergangenheit zunehmend zu integralen Bestandteilen von Funktionssystemen entwickelt haben. Diesem Umstand hat CIMAC Rechnung getragen und den Geltungsbereich ausgeweitet. Dementsprechend bietet die CIMAC ein Forum für den technischen Austausch mit allen Beteiligten, die sich für Kolbenmotoren, Gasturbinensysteme, nicht wellenförmige Antriebssysteme, Automatisierung und Steuerung, Systemintegration und Digitalisierungslösungen interessieren. Darüber hinaus fördert die CIMAC die Entwicklung von Schiffsantrieben, Zugantrieben und Energieerzeugung sowie deren Anwendungen. Im Juli 2024 wurde CIMAC offiziell der Beraterstatus bei der Internationalen Seeschifffahrtsorganisation (IMO) verliehen.

## Organisationsstruktur
Der CIMAC-Vorstand (Board) bereitet Entscheidungen vor, die vom CIMAC-Rat (Council) genehmigt werden müssen. Der CIMAC-Rat setzt sich aus Delegierten der fünfzehn nationalen Verbände (National Members Association, NMAs) und achtzehn direkten Firmenmitgliedern (Corporate Members) zusammen. Dieses Gremium wählt auch den CIMAC-Präsidenten, seit 1993 im Turnus von drei Jahren. Unterhalb der Geschäftsleitung sind ständige Arbeitsgruppen angesiedelt, die sich mit Fragen und Entwicklungen auf den verschiedenen Gebieten der Großmotorenindustrie beschäftigen und dort jeweils Positionspapiere, Richtlinien und technische Empfehlungen erarbeiten. Die Arbeitsgruppe Systemintegration hat beispielsweise 2025 eine Richtlinie zum Thema Digitale Zwillinge veröffentlicht. Hinzu kommen die Strategy Group Greenhouse Gas sowie eine Strategy Group Digitalization. Die von den CIMAC-Arbeitsgruppen erstellten technischen Papiere werden von Organisationen wie der International Association of Classification Societies  (IACS), der UN-Behörde International Maritime Organization (IMO) und anderen in Fragen von Standardisierungen genutzt. Die Ergebnisse der Arbeitsgruppen werden auf internationalen Seminaren, Workshops und dem CIMAC-Kongress vorgestellt.

## Kongress
Die zentrale Plattform für den Austausch innerhalb der Großmotoren-Branche ist der CIMAC-Kongress. Er findet alle drei Jahre auf verschiedenen Kontinenten und an wechselnden Orten statt. Auf dem Kongress werden Entwicklungen der Antriebstechnologien vorgestellt und diskutiert. Zuletzt fand der CIMAC-Kongress 2019 in Vancouver, drei Jahre davor in Helsinki, 2023 in Busan und 2025 in Zürich statt.

## Präsidenten
Seit 1951 zählte CIMAC 23 Präsidenten:
| Nr. | Name                 | Land           | Von       | Bis       |
| --- | -------------------- | -------------- | --------- | --------- |
| 1   | Paul C. Tharlet      | Frankreich     | Mai 1951  | Juni 1957 |
| 2   | Haakon Andresen      | Dänemark       | Juni 1957 | Okt. 1961 |
| 3   | Roberto de Pieri     | Italien        | Okt. 1961 | Aug. 1964 |
| 4   | Max Zwicky           | Schweiz        | Dez. 1964 | Okt. 1969 |
| 5   | Siegfried Meurer     | Deutschland    | Okt. 1969 | Okt. 1973 |
| 6   | Waheeb Rizk          | Großbritannien | Okt. 1973 | Nov. 1977 |
| 7   | Alberto Guglielmotti | Italien        | Nov. 1977 | Nov. 1981 |
| 8   | Lars Th. Collin      | Schweden       | Nov. 1981 | Nov. 1983 |
| 9   | Cecil C.J. French    | Großbritannien | Nov. 1983 | Nov. 1985 |
| 10  | Masutaro Shibata     | Japan          | Nov. 1985 | Nov. 1987 |
| 11  | Meinrad K. Eberle    | Schweiz        | Nov. 1987 | Nov. 1989 |
| 12  | Hans H. Wesselo      | Niederlande    | Nov. 1989 | Nov. 1991 |
| 13  | Helmut W.K. Maghon   | Deutschland    | Nov. 1991 | Nov. 1993 |
| 14  | Georg Lustgarten     | Schweiz        | Nov. 1993 | Nov. 1995 |
| 15  | Peter S. Pedersen    | Dänemark       | Nov. 1995 | Mai 1998  |
| 16  | Stephan G. Dexter    | Österreich     | Mai 1998  | Mai 2001  |
| 17  | Nikolaos P. Kyrtatos | Griechenland   | Mai 2001  | Mai 2004  |
| 18  | Matti E. Kleimola    | Finnland       | Mai 2004  | Mai 2007  |
| 19  | Karl Wojik           | Österreich     | Mai 2007  | Mai 2010  |
| 20  | Yasuhiro Itoh        | Japan          | Mai 2010  | Mai 2013  |
| 21  | Christoph Teetz      | Deutschland    | Mai 2013  | Juni 2016 |
| 22  | Klaus Heim           | Italien        | Juni 2016 | Juni 2019 |
| 23  | Donghan Jin          | China          | Juni 2019 | Juni 2023 |
| 24  | Boom Rick            | Niederlande    | Juni 2023 | Juni 2025 |